# Provincia di Songkhla
La provincia di Songkhla è in Thailandia, nella regione della Thailandia del Sud. Si estende per 7.394 km², nel 2020 aveva 1 428 609 abitanti e il capoluogo è il distretto di Mueang Songkhla, nel cui territorio si trova la città omonima. La città più popolosa è Hat Yai.

## Geografia antropica

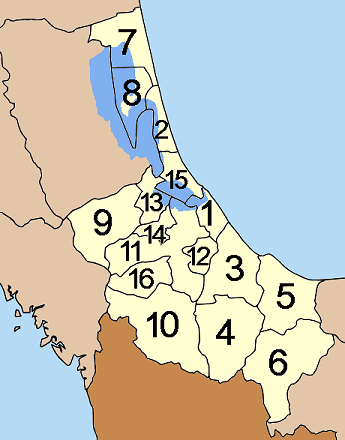
Mappa degli Amphoe

La provincia è suddivisa in 16 distretti (amphoe). Questi a loro volta sono suddivisi in 127 sottodistretti (tambon) e 987 villaggi (muban).
| 1. Mueang Songkhla (Malay: Singgora) 2. Sathing Phra 3. Chana (Malay: Chenok) 4. Na Thawi (Malay: Nawi) 5. Thepha (Malay: Tiba) 6. Saba Yoi (Malay: Sebayu) 7. Ranot (Malay: Renut) 8. Krasae Sin | 1. Rattaphum 2. Sadao (Malay: Sendawa) 3. Hat Yai 4. Na Mom 5. Khuan Niang 6. Bang Klam 7. Singhanakhon 8. Khlong Hoi Khong |

### Amministrazioni comunali
A tutto il 2020, i comuni della provincia che avevano lo status di città maggiore (thesaban nakhon) erano Songkhla (che quell'anno aveva 60 021 residenti), e Hat Yai (149 459). I comuni che rientravano tra le città minori (thesaban mueang) erano Padang Besar (15 938), Sadao (21 616), Ban Phru (26 131), Singhanakhon (39 868), Kho Hong (46 184), Khuan Lang (49 321), Khlong Hae(40 666), Khao Rup Chang (43 108) e Thung Tam Sao (16 941). Le più popolate tra le municipalità di sottodistretto (thesaban tambon) erano Phawong (33 923) e Tha Chang 22 110.